# 33532 Ґабрієллаколі
33532 Ґабрієллаколі (33532 Gabriellacoli) — астероїд головного поясу, відкритий 18 квітня 1999 року.
Тіссеранів параметр щодо Юпітера — 3,561.